# Вјалфре
Вјалфре (итал. Vialfrè) је насеље у Италији у округу Торино, региону Пијемонт.
Према процени из 2011. у насељу је живело 224 становника. Насеље се налази на надморској висини од 482 м.

## Становништво
| 1931. | 1936. | 1951. | 1961. | 1971. | 1981. | 1991. | 2001. | 2011. |
| ----- | ----- | ----- | ----- | ----- | ----- | ----- | ----- | ----- |
| 307   | 308   | 267   | 259   | 222   | 262   | 214   | 229   | 254   |